# Prom Starcross - Exmouth

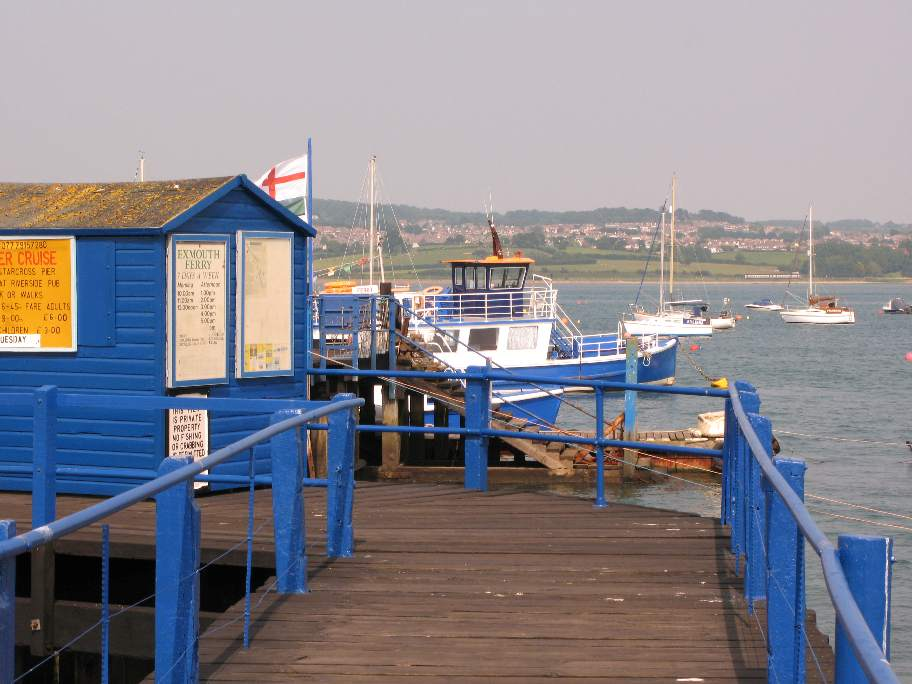
Przystań promowa w Exmouth

Prom Starcross - Exmouth – prom pasażerski w estuarium rzeki Exe łączący stację kolejową Starcross z Exmouth na lewym brzegu rzeki. Jest miejscem przeprawy przez rzekę dla szlaku turystycznego South West Coast Path. Prom jest dostępny ze stacji kolejowych w obu miejscowościach.